# The Botanical Register

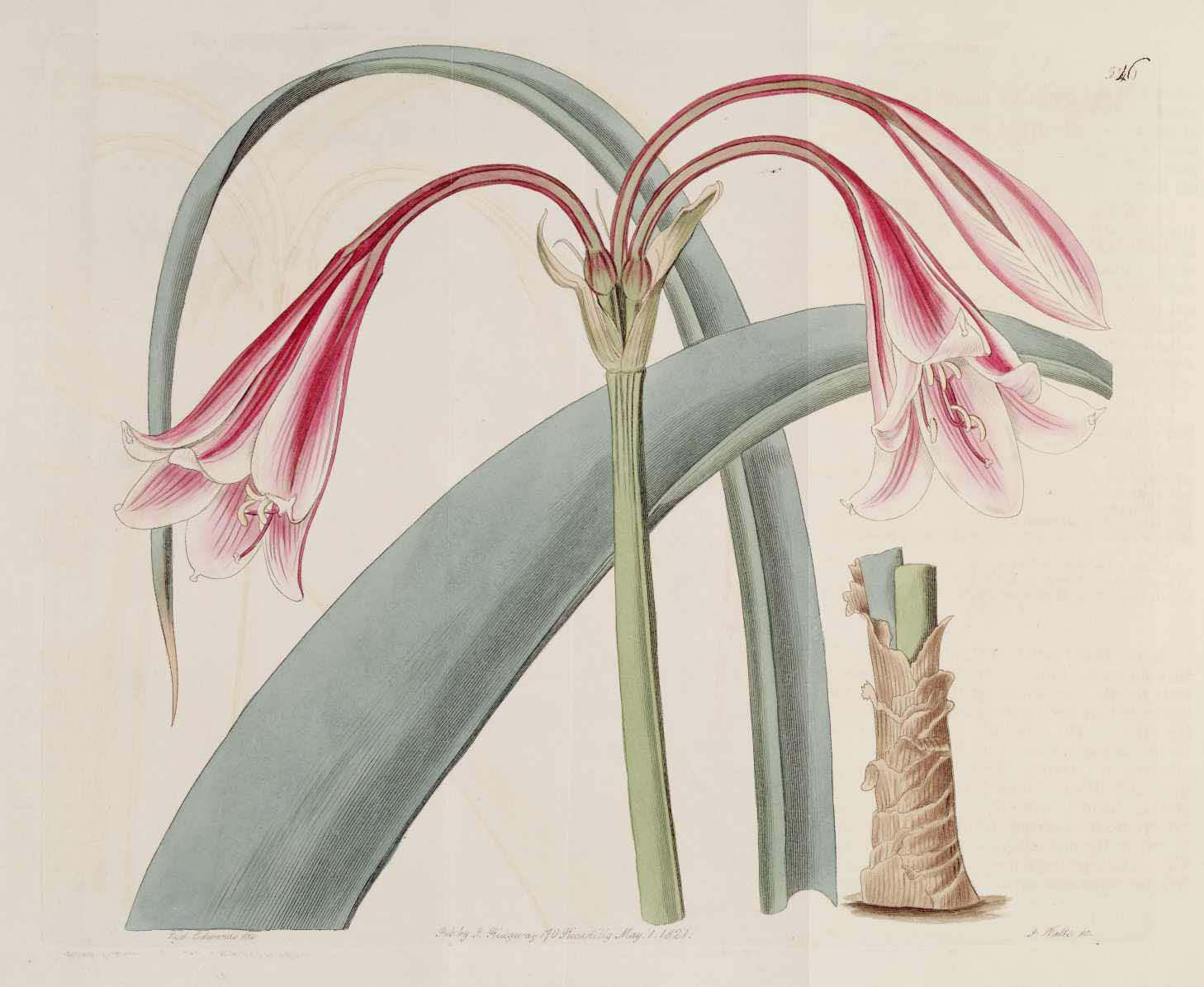
Crinum bulbispermum Plate 546

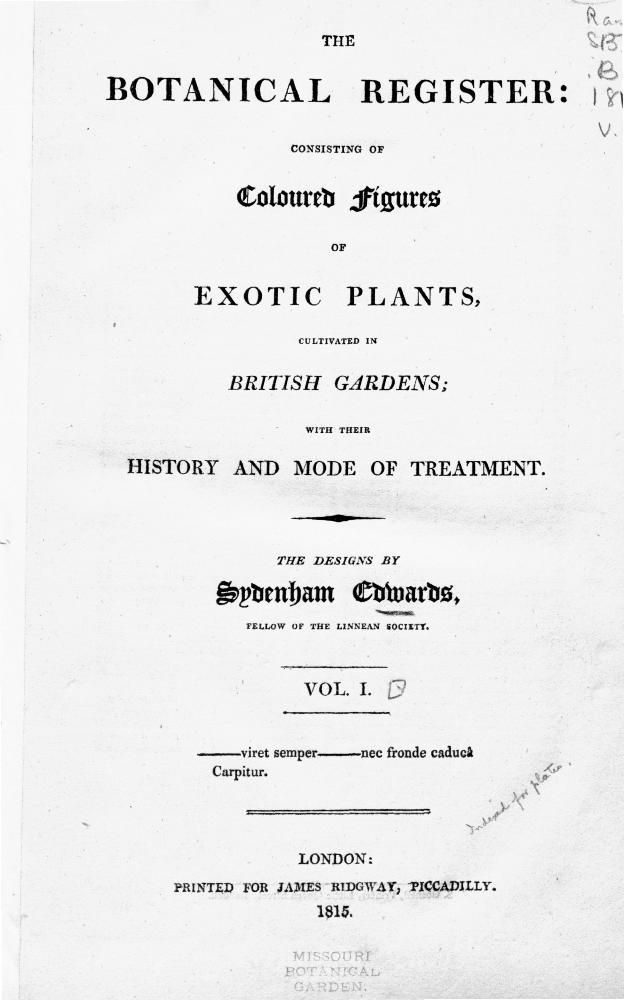
Frontispicio del Volumen I

The Botanical Register, posteriormente conocido como Edwards's Botanical Register, (abreviado Edwards's Bot. Reg.) fue una revista ilustrada hortícola que se editó desde 1815 hasta 1847. 

## Historia
Fue iniciada por el ilustrador botánico Sydenham Edwards, que había ilustrado anteriormente Botanical Magazine, pero se fue después de una disputa con los editores. Edwards editó cinco volúmenes de The Botanical Register en cinco años, antes de su muerte en 1819. Durante este período, el texto fue proporcionado por John Bellenden Ker Gawler, y Edwards aportó las pinturas, que fueron grabados y coloreados a mano por otros.
Después de la muerte de Edwards, las tareas editoriales pasa al editor, James Ridgway de 170 Picadilly, quienes emitieron otros nueve volúmenes entre 1820 y 1828. En 1829, John Lindley fue nombrado editor, y adoptó el título de Edwards's Botanical Register. Diecinueve volúmenes adicionales fueron emitidos antes de que la revista se interrumpiera en 1847. En 1839, Lindley también emitió Appendix to the Firsty Twenty-Three Volumes of Edwards's Botanical Register, que incluía su A Sketch of the Vegetation of the Swan River Colony.